# Phalacrocera
Phalacrocera är ett släkte av tvåvingar som beskrevs av Ignaz Rudolph Schiner 1863. Phalacrocera ingår i familjen mellanharkrankar.
Kladogram enligt Catalogue of Life och Dyntaxa:
| Phalacrocera | \| \| Phalacrocera angustaxillaris \| \| \| \| \| \| Phalacrocera formosae \| \| \| \| \| \| Phalacrocera manipurensis \| \| \| \| \| \| Phalacrocera messura \| \| \| \| \| \| Phalacrocera nigrolutea \| \| \| \| \| \| Phalacrocera occidentalis \| \| \| \| \| \| Phalacrocera replicata \| \| \| \| \| \| Phalacrocera sikkimensis \| \| \| \| \| \| Phalacrocera tarsalba \| \| \| \| \| \| Phalacrocera tipulina \| \| \| \| \| \| Phalacrocera vancouverensis \| \| \| \| |
|              | \| \| Phalacrocera angustaxillaris \| \| \| \| \| \| Phalacrocera formosae \| \| \| \| \| \| Phalacrocera manipurensis \| \| \| \| \| \| Phalacrocera messura \| \| \| \| \| \| Phalacrocera nigrolutea \| \| \| \| \| \| Phalacrocera occidentalis \| \| \| \| \| \| Phalacrocera replicata \| \| \| \| \| \| Phalacrocera sikkimensis \| \| \| \| \| \| Phalacrocera tarsalba \| \| \| \| \| \| Phalacrocera tipulina \| \| \| \| \| \| Phalacrocera vancouverensis \| \| \| \| |
|              | Cylindrotoma |
|              | |
|              | Diogma |
|              | |
|              | Liogma |
|              | |
|              | Stibadocera |
|              | |
|              | Stibadocerella |
|              | |
|              | Stibadocerina |
|              | |
|              | Stibadocerodes |
|              | |
|              | Triogma |
|              | |
|              | Phalacrocera angustaxillaris |
|              | |
|              | Phalacrocera formosae |
|              | |
|              | Phalacrocera manipurensis |
|              | |
|              | Phalacrocera messura |
|              | |
|              | Phalacrocera nigrolutea |
|              | |
|              | Phalacrocera occidentalis |
|              | |
|              | Phalacrocera replicata |
|              | |
|              | Phalacrocera sikkimensis |
|              | |
|              | Phalacrocera tarsalba |
|              | |
|              | Phalacrocera tipulina |
|              | |
|              | Phalacrocera vancouverensis |
|              | |

|  | Phalacrocera angustaxillaris |
|  |                              |
|  | Phalacrocera formosae        |
|  |                              |
|  | Phalacrocera manipurensis    |
|  |                              |
|  | Phalacrocera messura         |
|  |                              |
|  | Phalacrocera nigrolutea      |
|  |                              |
|  | Phalacrocera occidentalis    |
|  |                              |
|  | Phalacrocera replicata       |
|  |                              |
|  | Phalacrocera sikkimensis     |
|  |                              |
|  | Phalacrocera tarsalba        |
|  |                              |
|  | Phalacrocera tipulina        |
|  |                              |
|  | Phalacrocera vancouverensis  |
|  |                              |